# بیمارستان شهید چمران دشت آزادگان
بیمارستان شهید چمران  واقع در استان خوزستان، شهرستان دشت آزادگان بیمارستانی است درمانی و وابسته به دانشگاه علوم پزشکی جندی شاپور اهواز با ۱۰۵ تخت ثابت که در سال ۱۳۴۲ خورشیدی تأسیس گردید.
هم اکنون این بیمارستان دارای بخش‌های CCU، داخلی، جراحی عمومی، اطفال، ارتوپدی، جراحی زنان و زایمان، جراحی چشم، اتاق عمل، اورژانس، پست پارتوم، لیبر، تالاسمی، دیالیز و کلیه واحدهای پاراکلینیک و درمانگاهی می‌باشد.